# Hugo Kauder
Hugo Kauder   (Tovačov, 9 de juny de 1888 - 22 de juliol de 1972) va ser un compositor, pedagog i teòric austríac de mitjan segle XX que va néixer a Tovačov (alemany: Tobitschau), Moràvia (ara a la República Txeca). Va desafiar la tendència atonal de la seva generació amb el seu estil únicament harmònic i contrapuntal. El seu llegat de més de 300 obres, moltes que encara no s'han publicat, rep avui un interès renovat.
El pare de Kauder, Ignaz Kauder, era l'"Oberlehrer" (principal) de l'escola primària de l'idioma alemany local. De jove, Hugo Kauder va tenir lliçons de violí amb el professor local, que finalment el va acomiadar quan li "havia ensenyat tot el que sabia". Aquestes lliçons eren la seva única formació formal en música. El 1905, Kauder es va traslladar a Viena per estudiar enginyeria, però va saltar sovint l'escola amb el seu company de classe Egon Lustgarten per estudiar puntuacions a la Biblioteca de la Cort Imperial. Van interessar-li diversos volums de "Denkmäler der Tonkunst a Österreich" (Monuments de la música a Àustria), principalment obres flamenques compositors dels segles XV i XVI.
De 1911 a 1917, Kauder va tocar violí a l'"Orchester de Wiener Tonkuenstler" sota dirigents com Ferdinand Löwe, Franz Schalk, Arthur Nikisch o Richard Strauss. Allà va iniciar una amistat per a tota la vida amb el interpret holandès Willem Valkenier (1887–1986), inspirant-li les seves nombroses composicions de trompa. Del 1917 al 1922, Kauder va ser el violista del "Quartet Gottesmann".
El 1919, va conèixer el poeta i filòsof Rudolph Pannwitz (1886–1969). Tot i que no podia tocar un instrument, Pannwitz va compondre escenaris de poemes clàssics, seguint la seva idea - prou poc convencional en aquell moment - que els compositors haurien de trobar i revelar la música latent en els textos, en lloc de crear el marc musical a voluntat. Kauder va adoptar i elaborar aquest enfocament de la música vocal i va considerar a Pannwitz com un mentor de tota la vida.
El 1923 Kauder es va casar amb la lingüista, arqueòloga i estudiosa de la Bíblia Helene Guttman (1898–1949), una cosina de la seva companya d'estudis Egon Lustgarten.
Durant la resta de la seva vida, a Viena i més tard a la ciutat de Nova York, Kauder va treballar com a compositor i professor de violí, teoria musical i composició. Com a part dels seus esforços per donar vida a la seva música, va dirigir un cor i un conjunt de cambra d'estudiants i amics (inclòs el seu fill Otto) que van estudiar i interpretar els clàssics, així com les seves pròpies composicions.
Músics destacats que van apreciar i interpretar la música de Kauder a Viena abans de 1938 i fins a cert punt després de 1945 van incloure el quartet Gottesmann, el Sedlak-Winkler, el quartet Rosé i el quartet de corda Kolbe; els directors Josef Mertin (1904–1998), Viktor Bermeiser, Siegmund Levarie, Karl Ristenpart i Alexander Zemlinsky; el pianista Adolf Baller, l'intèrpret del corn Ernst Paul i l'oboista Alexander Wunderer.

## Societat Hugo Kauder
Una societat Hugo Kauder va ser fundada el 2002 per fomentar la consciència i l'estima pel compositor i per oferir oportunitats als músics emergents per realitzar les seves obres. El 2003, la societat va establir un Concurs Internacional de Música per proporcionar oportunitats als joves músics de presentar i en alguns casos estrenar la música d'Hugo Kauder.